# ケビン・マクゴニグル
ケビン・パトリック・マクゴニグル（Kevin Patrick McGonigle, 2004年8月18日 - ）は、アメリカ合衆国ペンシルベニア州デラウェア郡アルダン出身のプロ野球選手（内野手）。右投左打。MLBのデトロイト・タイガース傘下所属。

## 経歴

### プロ入りとタイガース傘下時代
2023年のMLBドラフト戦力均衡ラウンドA（全体37位）でデトロイト・タイガースから指名されプロ入り。契約金は285万ドル。傘下のルーキー級フロリダ・コンプレックスリーグ・タイガースでプロデビューし、その後A級レイクランド・フライングタイガースへ昇格した。
2024年はA級レイクランドで開幕を迎えた。

## 詳細情報

### 代表歴
- 2022年 WBSC U-18ワールドカップ アメリカ合衆国代表